# Miksa badeni herceg
Miksa badeni herceg (Max von Baden) (Baden-Baden, 1867. július 10. – Schloss Salem, 1929. november 6.) a Német Birodalom 8. kancellárja volt. Kinevezésében szerepet játszott emberbaráti beállítottságából fakadó jóhíre. II. Vilmos német császár bízott abban, hogy ezáltal képes lesz gyorsan véget vetni az első világháborúnak.

## Élete
Miksa badeni herceg 1867. július 10-én született Baden-Badenban. Édesapja Lajos Vilmos badeni herceg volt. Mivel unokatestvére II. Frigyes badeni nagyherceg gyermektelen volt, Miksa az örökösévé lépett elő 1907-ben. Az első világháború kezdeti éveiben a Nemzetközi Vöröskeresztnél tevékenykedett annak érdekében, hogy mindkét fél hadifoglyai jobb életkörülményekhez és ellátáshoz jussanak. 1917-ben felemelte szavát a korlátozás nélküli tengeralattjáró-háború újrakezdése ellen. 1918. október 3-án, amikor a Német Birodalom az összeomlás határán állt, kinevezték Georg von Hertling kancellár utódjának és Poroszország miniszterelnökének.
Miksa sietve alkotmányos változásokat léptetett életbe, melyeknek hatására valódi parlamentáris rendszer jött létre, amely tűzszüneti tárgyalásokat kezdeményezett az antanttal. Miksa emellett megerősítette Erich Ludendorff távoltartását az ország vezetésétől. Ez azonban már túl későn történt meg ahhoz, hogy megmentse a monarchikus államberendezkedést. Amikor II. Vilmos német császár nem adott határozott választ Miksa azon követelésére, hogy mondjon le a kommunista forradalom veszélye miatt, Miksa maga jelentette be azt 1918. november 9-én. Ezen elhatározásában szerepet játszott az, hogy Philipp Scheidemann kikiáltotta a weimari köztársaság létrejöttét, és a kieli matrózlázadás kitörése is. Ezt követően lemondott a kancellári posztjáról a parlamenti többséget képviselő szociáldemokrata párt vezetője, Friedrich Ebert javára.
A háborút követően, 1919-ben kiadta a Völkerbund und Rechtsfriede, 1921-ben a Die moralische Offensive, 1927-ben az Erinnerungen und Dokumente című könyveket, amelyeket  1928-ban a visszaemlékezései követtek. 1929. november 6-án hunyt el Schloss Salemban.